# کوه آسماری
کوه آسِماری، با ارتفاع ۱۳۹۱ متر از کوه‌های زاگرس در استان خوزستان است. شمال آن از توابع  شهرستان مسجدسلیمان و جنوب آن از توابع شهرستان هفتکل می‌باشد.

نام سازند زمین‌شناسی آسماری نیز از کوه آسماری اقتباس و برش الگوی آن در تنگ گل ترش همین کوه با ۳۱۴ متر ستبرا اندازه‌گیری شده‌است و شامل سنگ آهک‌های مقاوم کرم تا قهوه‌ای رنگ با ریخت‌شناسی کوه ساز می‌باشد. سنگ آهک آسماری مهم‌ترین سنگ مخزن حوضه رسوبی زاگرس ایران است و چون برای نخستین بار در خاورمیانه در این سازند نفت کشف شده‌است، معروفیت جهانی دارد. در درون این سازند فسیل‌های متعلق به اولیگوسن تا میوسن زیرین وجود دارد.